# Ciprian Porumbescu (film)
Ciprian Porumbescu este un film biografic românesc în două părți din 1973, regizat de Gheorghe Vitanidis după propriul scenariu. Rolurile principale sunt interpretate de Vlad Rădescu, Tamara Crețulescu, Emanoil Petruț, Emilia Dobrin, Sebastian Papaiani și Dan Ionescu.
Filmul prezintă viața compozitorului român Ciprian Porumbescu (1853-1883), care a trăit în Bucovina aflată sub stăpânirea austriacă. Tânărul a compus câteva binecunoscute cântece patriotice (Trei culori, Pe-al nostru steag e scris Unire), prima operetă românească („Crai nou”) și celebra Baladă. Pentru activitatea sa patriotică, el a fost arestat și s-a îmbolnăvit de tuberculoză în închisoarea austro-ungară unde fusese încarcerat. Boala sa, moartea sa timpurie și dragostea sa nefericită sunt aspecte care conturează personalitatea tragică a tânărului compozitor român Ciprian Porumbescu.

## Rezumat

### Partea I
În august 1871, cu prilejul hramului Mănăstirii Putna, societatea România Jună a organizat o mare serbare națională prin care a dorit să se aniverseze 400 de ani de la sfințirea mănăstirii și să se omagieze memoria lui Ștefan cel Mare. La acest eveniment au participat printre alții omul politic Mihail Kogălniceanu (Saul Taișler), scriitorii Mihai Eminescu (Alexandru Repan), Ioan Slavici (Ion Besoiu), Andrei Bârseanu (Emil Coșeru), muzicienii Carol Miculi (Amza Pellea), Grigore Vindereu (Aurel Tudose) și Ciprian Porumbescu (Vlad Rădescu), precum și preotul Iraclie Porumbescu (Emanoil Petruț). Printre participanți s-a infiltrat și un colonel austriac (Toma Caragiu) care urmărea discret modul de desfășurare a festivităților.
După slujba religioasă din biserică și depunerea unei urne cu pământ din toate provinciile locuite de români, s-a organizat o horă în fața mănăstirii pe muzica tarafului condus de lăutarul Vindireu. Ciprian Porumbescu ia vioara din mâinile lui Vindireu și începe să cânte, uimind asistența cu talentul său. Aflați în drum spre Suceava, pastorul Gorgon (Dan Ionescu) de la Ilișești și fiica sa, Berta (Tamara Crețulescu), opresc și ei la mănăstire pentru a vedea festivitățile. Cu acest prilej, Ciprian o revede pe Berta, de care era îndrăgostit.
Revenit la Stupca, Ciprian Porumbescu face o vizită pastorului Gorgon, care era pasionat de muzică. Colegii lui Ciprian de la Suceava vin să-l ia pe acesta la hora din sat și o invită și pe Berta, dar pastorul refuză să o lase, motivând că așteaptă niște oaspeți de la Cernăuți.
Deveniți studenți la Facultatea de Teologie de la Cernăuți, Ciprian și foștii săi colegi fondează Arboroasa, prima societate academică din Bucovina. În perioada în care autoritățile se pregăteau să sărbătorească 100 ani de la anexarea Bucovinei, tinerii studenți români publică în revista societății un articol în care denunță ocupația străină a ținutului istoric românesc. Ei țin o conferință pe această temă, pe care o decalează cu două ore mai devreme pentru ca autoritățile să nu apuce să o întrerupă. Evacuați din sală de către soldații colonelului imperial, studenții merg pe străzi cântând imnul Tricolorul compus de Ciprian Porumbescu. Studenții români, ruteni și polonezi decid să nu participe la jubileul anexării Bucovinei, la care era anunțată vizita împăratului Franz Joseph I. Conducerea societății Arboroasa trimite în 1877 o telegramă la Iași în care anunță că dorește să comemoreze 100 de ani de la răpirea Bucovinei.
Studenții părăsesc orașul, în semn de protest față de aniversarea organizată de autorități. Furios, colonelul cere arestarea conducătorilor Arboroasei. Ciprian se întorsese la Stupca, apoi îl vizitase pe pastorul Gorgon la Ilișești pentru a o vedea pe Berta. El este arestat și dus la închisoarea din Cernăuți, fiind întemnițat alături de un hoț (Constantin Rauțchi). Aniversarea jubileului anexării Bucovinei nu s-a mai organizat, iar cursurile de la universitate au fost temporar suspendate. Ciprian a compus în închisoare cântecul Pe-al nostru steag e scris Unire, care a fost difuzat în exterior prin bunăvoința unui gardian. El ține în sala de judecată o cuvântare înflăcărată, iar studenții încep să cânte imnul scris de Ciprian. La presiunea colonelului, judecătorii desființează societatea Arboroasa și-l condamnă pe tânărul compozitor la câteva luni de temniță. Ciprian Porumbescu își petrece sărbătorile de iarnă într-o celulă friguroasă din închisoare și se îmbolnăvește de tuberculoză.

### Partea a II-a
Eliberat din închisoare, Ciprian Porumbescu se întoarce la Stupca și se întâlnește cu Berta, cu care se logodește simbolic pe un câmp de margarete. El vrea să vină ca învățător la Ilișești pentru a fi cât mai aproape de iubita sa. Profesorul Mikuli îi recomandă să meargă la Viena pentru a-și desăvârși studiile de muzică. Deși este tristă că vor trebui să se despartă, Berta îi promite că-l va aștepta.
Tânărul compozitor audiază la Viena cursurile profesorului Anton Bruckner și este invitat la mai multe baluri. El compune După un veac de suferință, ceea ce atrage nemulțumirea autorităților imperiale. Deși obține sprijinul Terezei Kanitz (Ioana Bulcă), ocrotitoarea societății România Jună, Ciprian Porumbescu nu primește bursa pe care o solicitase Ministerului Instrucțiunii Publice al României. Nedorind să deterioreze relațiile diplomatice româno-austriece, Honoriu Simulescu (Vasile Florescu), reprezentantul ministerului român, refuză să-l sprijine pe tânărul student bucovinean.
Ciprian este constrâns să se întoarcă acasă din lipsa mijloacelor de subzistență pentru a-și continua studiile. Prietenul său, Andrei Bârseanu (Emil Coșeru), și profesorul Lazăr Nastasi (Iurie Darie) îl conving să accepte postul de profesor de muzică la Școlile Centrale Române din Brașov. În paralel, el este și dirijor al corului de la Biserica Sf. Nicolae din Șcheii Brașovului. Având acum o situație stabilă, Ciprian Porumbescu se duce la Ilișești și o cere în căsătorie pe Berta. Declarându-se surprins, tatăl fetei, pastorul anglican Gorgon, îi cere un răgaz de gândire.
Până la primirea răspunsului pastorului, Ciprian se întoarce la Brașov unde compune opereta „Crai nou”, al cărei libret fusese scris de poetul Vasile Alecsandri. Primăria condiționează punerea la dispoziție a sălii de teatru a orașului pentru premiera primei operete românești cu două condiții: opereta să nu fie prezentată în limba română și actorii să nu intre în opinci pe scenă. Profesorii români de la Brașov decid ca opereta să fie pusă în scenă în sala de festivități a Gimnaziului Românesc din Brașov. Ciprian Porumbescu invită la premieră pe tatăl său și pe familia pastorului Gorgon, el dorind să se logodească cu Berta în seara premierei.
Auzind că pastorul Gorgon refuză să-și dea acordul pentru căsătoria Bertei cu Ciprian Porumbescu pe motiv că cei doi ar fi de credințe religioase diferite, preotul Iraclie se duce la Ilișești și încearcă să-l convingă că Dumnezeu nu poate fi împotriva dragostei a doi tineri. El îi spune că credința înseamnă înțelegere și nu supunere oarbă. Pastorul este însă de neînduplecat și spune că nu are dreptul să calce legile credinței sale; el o trimite pe Berta la rudele lor din Anglia și fac un popas pe drum la Brașov pentru ca fata să-l mai vadă o dată.
Premiera operetei Crai Nou este un mare succes, compozitorul fiind ovaționat de public. Berta asistă la spectacol și apoi pleacă spre Anglia. După spectacol, pastorul îi comunică lui Ciprian Porumbescu că Berta a plecat în Anglia pentru totdeauna. Tânărul începe să se simtă rău, iar prietenii cheamă un medic (Gheorghe Cozorici). La sfatul doctorului, Ciprian își ia două luni de concediu pentru a merge la tratament în Italia. El este foarte slăbit, iar medicii îi spun că a venit prea târziu și că nu mai sunt speranțe pentru a se vindeca. Compozitorul cere să i se trimită vioara, cu care cântă pe malul Mării Mediterane. Ciprian Porumbescu moare și este înmormântat la Stupca, fiind condus pe ultimul drum de o mulțime mare de oameni.

## Distribuție
- Vlad Rădescu — compozitorul Ciprian Porumbescu
- Tamara Crețulescu — Berta Gorgon, fiica pastorului, iubita lui Ciprian
- Emanoil Petruț — preotul Iraclie Porumbescu, tatăl lui Ciprian
- Emilia Dobrin — Marioara, sora lui Ciprian
- Sebastian Papaiani — Zaharia Voronca, colegul lui Ciprian
- Dan Ionescu — pastorul Gorgon
- Clody Bertola — soția pastorului
- Dina Cocea — sora pastorului
- Ioana Bulcă — Tereza Kanitz, ocrotitoarea societății România Jună
- Toma Caragiu — colonelul imperial
- Aurel Tudose — lăutarul Grigore Vindireu
- Amza Pellea — profesorul Carol Miculi
- Emil Coșeru — poetul Andrei Bârseanu
- Alexandru Repan — poetul Mihai Eminescu
- Ion Besoiu — scriitorul Ioan Slavici
- Saul Taișler — omul politic Mihail Kogălniceanu
- Iurie Darie — profesorul Lazăr Nastasi de la Brașov
- Nicolae Veniaș — moș Trifu, lăutar
- Carmen Strujac — cântăreața Ilinca
- Vasile Florescu — Honoriu Simulescu, reprezentantul Ministerului Instrucțiunii Publice al României
- Toni Buiacici — ziaristul Moisoiu de la Gazeta Transilvaniei
- Cezara Dafinescu — Camelia, studentă la Viena
- Gheorghe Cozorici — doctorul
- Constantin Rauțchi — pușcăriașul
- Mihai Berechet — comisarul Toma
- Ion Cosma — directorul închisorii
- Paul Lavric — gardianul
- Gheorghe Țurcanu — agentul (menționat Gh. Țurcanu)
- Constantin Lungeanu — judecătorul
- Petrică Vasilescu — profesor
- Emil Micu — profesor
- Constantin Nastasi — profesor
- Mircea Gherman — profesor
- Emil Marian — profesor
- Nicolae Corjos — profesor
- Corina Vasile — micuța Cecia, fetiță italiană
- Angela Chiuaru — mama Ceciei
- Ștefan Velniciuc — student rus, colegul lui Ciprian
- Virgil Müller — colegul lui Ciprian
- Mihai Cafrița — colegul lui Ciprian
- Valentin Popescu — colegul lui Ciprian
- Dan Mironescu — colegul lui Ciprian
- Florin Grigore — colegul lui Ciprian
- Kliment Slavov — colegul lui Ciprian
- Horațiu Mălăele — studentul cu ochelari rotunzi și sacou verde (nemenționat)

## Producție
Potrivit propriilor afirmații, regizorul Gheorghe Vitanidis ar fi dorit să realizeze încă din 1953 un film despre viața lui Ciprian Porumbescu, în care să evoce personalitatea artistului-patriot. El a scris scenariul acestui film pe care l-a prezentat pentru analiză Studioului Cinematografic București. Fiind primită aprobarea studioului, filmul a intrat în faza de producție în martie 1972. Au fost căutate cele mai potrivite locații de filmare, s-au realizat și avizat schițele de decor și s-au început probele pentru selectarea actorilor.
Filmările au avut loc în perioada mai – septembrie 1972 la Stupca, Brașov, București, Buftea și Putna. Filmul a fost realizat în studiourile Centrului de Producție Cinematografică București, cu participarea Conservatorului Ciprian Porumbescu din București și cu concursul autorităților administrative din județele Suceava și Brașov. La realizarea filmului a colaborat muzicologul Viorel Cosma, pe post de consilier istoric.
Rolul principal a fost interpretat de tânărul debutant Vlad Rădescu, student în anul I la Institutul de Artă Teatrală și Cinematografică din București. Printre actorii care au fost în probe la acest film s-a aflat și Elvira Godeanu.
Rolul lăutarului Grigore Vindereu a fost încredințat de regizor cântărețului de muzică populară Aurel Tudose (născut la 28 iulie 1941 în satul bucovinean Vicovu de Jos), angajat la Ansamblul „Ciprian Porumbescu” din Suceava. Artistul interpretase rolul principal - „Haiducul Darie” - în piesa „Haiducii” (alături de Sofia Vicoveanca) și în opereta „Crai Nou” de Ciprian Porumbescu, ambele fiind regizate de profesorul Ioan Iacob. Regizorul Gheorghe Vitanidis l-a remarcat la un spectacol organizat la Casa de Cultură din Suceava și l-a întrebat dacă știe să cânte la vioară. Tudose a răspuns că știe atât să cânte, cât și să facă figurație.
Imaginile au fost filmate de Ovidiu Gologan și Aurel Kostrakiewicz, iar filmările combinate au fost realizate de operatorul Alecu Popescu, fratele regizorului Ion Popescu-Gopo. Regizori secunzi au fost Doru Năstase și Nicolae Corjos. Machetele au fost confecționate de Al. Mocanu și pictate de Aglaia Ciochircă. Imaginile filmate au fost transpuse pe ecran panoramic la 10-19 aprilie 1973, în laboratoarele de la Moscova.
Muzica din film a fost compusă de Ciprian Porumbescu, fiind prelucrată de compozitorul Richard Oschanitzky. Sunt incluse pe coloana sonoră și fragmente din opereta Lăsați-mă să cânt de Gherase Dendrino, pe versurile lui Johann Strauss. Muzica este interpretată instrumental de Orchestra Operei din București dirijată de Paul Popescu și vocal de corul Madrigal dirijat de Marin Constantin și de ansamblul Ciprian Porumbescu din Suceava, dirijat de Gheorghe Sîrbu (solistă fiind Sofia Vicoveanca). Valsurile lui Johann Strauss sunt interpretate la vioară de Ștefan Ruha.
Cheltuielile de producție s-au ridicat la 8.526.000 lei.

## Recepție
Filmul Ciprian Porumbescu a fost vizionat de 4.169.692 spectatori la cinematografele din România, după cum atestă o situație a numărului de spectatori înregistrat de filmele românești de la data premierei și până la data de 31.12.2007 alcătuită de Centrul Național al Cinematografiei.
Recenziile critice din presa de specialitate au fost în mare majoritate laudative. Într-un articol publicat în 1973 în revista Cinema, criticul Călin Căliman lăuda emoția adâncă degajată de acest film și caracterul său patriotic. „Evocarea vieții lui Ciprian Porumbescu este străbătută din loc în loc, pe tot parcursul filmului, de clipe puternic emoționale, care izbutesc să transmită nu numai fiorul adânc patriotic care a animat creația și credința acestuia”. O parte din meritul realizării acestor secvențe vibrante îi este atribuit muzicii lui Richard Oschanitzky și Gherase Dendrino. Căliman a elogiat de asemenea imaginile memorabile filmate de operatorul Ovidiu Gologan, decorurile de epocă realizate de scenograful Radu Călinescu și costumele proiectate de Hortensia Georgescu. Scriitorul Mircea Horia Simionescu îl considera un film reușit, care descrie cu sinceritate viața unei personalități de excepție.
Cu toate acestea, jurnalista Florica Ichim identifica și unele cadre inutile care rup firul acțiunii („lungi secvențe florale și apusuri de soare la care regizorul nu s-a îndurat să renunțe la montaj vin să te îndepărteze însă de firul acțiunii; oricât ar fi de frumoși pomii în floare, oricât de magistral ar fi filmați și oricât ar vorbi despre dezlănțuiri romantice de sentimente sau despre artezienele speranței, ca tot ce este prea mult, dăunează”).
Criticul Tudor Caranfil a dat filmului două stele din cinci și a făcut următorul comentariu: „Deși ține la fiul părintelui Iraclie din Stupca, pastorul anglican Gorgon îi interzice fiicei sale Berta să-l mai întâlnească. Are, în felul său, dreptate. Ciprian trăiește periculos! Ca președinte al Asociației studenților români e urmărit mereu de autorități. Nevoit să-și reia studiile la Viena, el se stinge apoi în Italia. Ternă evocare biografică, pe un bogat fundal istoric. Interesante compozițiile plastice la care a colaborat Ovidiu Gologan: în jurul flăcării Putnei, tinerii patrioți apar ca niște distorsii spectrale. Dar emfaza dialogului explicativo-speculativ și a manierei declamatorii a actorilor curmă, curând, fiorul. Filmul devine o lungă înșiruire de festivități, discursuri, cântece patriotice și baluri, întreruptă, din când în când, de superbe piese folclorice în interpretarea Sofiei Vicoveanca. Protagonistul e frumos și rece ca un arhanghel, iar Toma Caragiu zugrăvește un obtuz comisar de poliție habsburgic. Secv. rapel: hora din Stupca, explozie de energie populară spartă de poterașii trimiși cu arcanul.”

## Premii
Regizorul Gheorghe Vitanidis a primit în 1973 Premiul pentru regie al Asociației Cineaștilor din România (ACIN) pentru filmul Ciprian Porumbescu (ex-aequo cu Sergiu Nicolaescu pentru filmul Ultimul cartuș). De asemenea, inginerul de sunet Dan Ionescu a primit Premiul pentru coloană sonoră al ACIN pentru activitatea sa la acest film (ex-aequo cu Anușavan Salamanian pentru filmul Veronica).